# Suarezia
Suarezia é um género botânico pertencente à família das orquídeas (Orchidaceae).